# Carlo Antonio Tavella

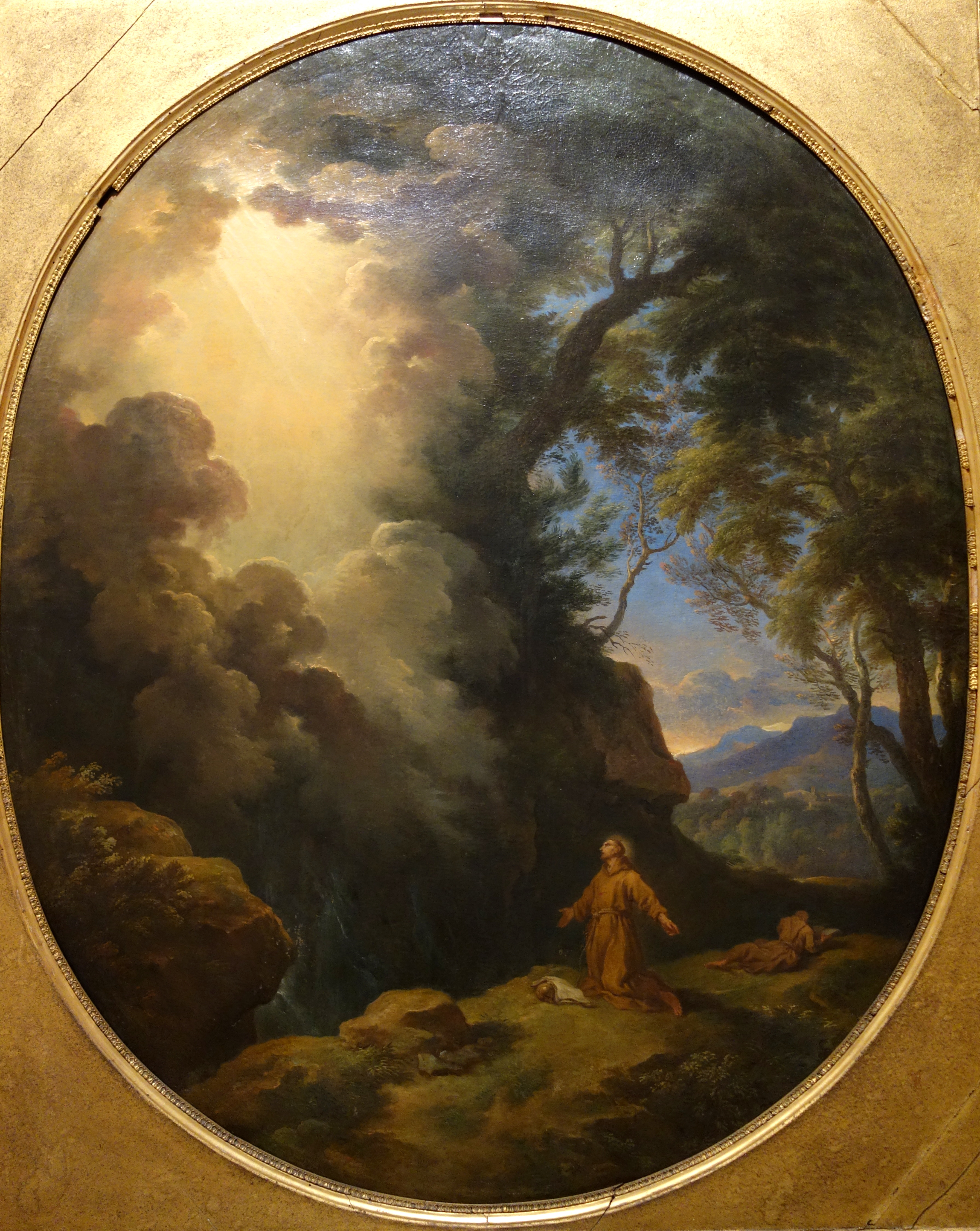
Carlo Antonio Tavella: Landschaft mit dem hl. Franziskus in Extase, Accademia Ligustica di Belle Arti, Genua

Carlo Antonio Tavella, genannt Il Solfarolo (* im Januar 1668 in Mailand; † 2. Dezember 1738 in Genua) war ein italienischer Maler des Barock. Er gilt als größter Genueser Landschaftsmaler des frühen 18. Jahrhunderts.
Laut Ratti stammten seine Eltern, der Kaufmann Domenico Tavella und seine Frau Teresa Ponsona, aus Genua, waren aber in dem Jahr vor der Geburt von Carlo Antonio, also 1667, nach Mailand übersiedelt.
Als Zehnjähriger ging er zuerst für drei Jahre bei dem Maler Giuseppe Merati in die Lehre, und danach bei dem Landschaftsmaler Giovanni Gruembroeck, gen. „il Solfarolo“ (seinen Spitznamen scheint Tavella also von diesem übernommen zu haben).
Mit ungefähr 20 Jahren machte er Reisen durch Norditalien, besonders nach Bologna, Florenz und Livorno. Nach einer schweren Krankheit ging er schließlich nach Genua. Dort heiratete er mit 23 Jahren.
Laut Ratti litt er unter „hypochondrischen“ Anwandlungen (wahrscheinlich eher Depressionen) und lernte deshalb das Spinett zu spielen; seinen Musiklehrer namens Gregorio Bertollo soll er mit seinen schönen Bildern bezahlt haben. In Genua schuf er unter anderem Landschaften im Palazzo des Francesco Maria Brignole Sale.
1695 kehrte er nach Mailand zurück und geriet dort unter den Einfluss von Pietro Mulier genannt „il Tempesta“. In Bergamo freundete er sich mit Vittore Ghislandi an.
Ab 1701 war Tavella wieder in Genua. Mittlerweile wandelte sich sein Stil unter dem Einfluss von Werken Gaspar Dughets (= Poussin) und Salvator Rosas. Seine zuvor eher kühle Palette wurde wärmer, die Perspektive gekonnter, die Kompositionen fantasievoller.
Zuweilen arbeitete er mit Alessandro Magnasco, Domenico und Paolo Gerolamo Piola sowie mit Enrico Vaymer zusammen, die seine Landschaften mit eleganten Figuren belebten.
Tavella arbeitete in Genua für den Dogen Niccolò Cattaneo und für Sammler wie Ottaviano Raggi, Giovanni Francesco Grimaldi, und Carlo Spinola Seine Werke waren weit über Genua und Italien hinaus gefragt, sie wurden bis nach Lissabon und Großbritannien verkauft, und zu seinen Kunden gehörten laut Ratti der Fürst Liechtenstein und ein „Milord Avenart“, der ihn 1720 nach England mitnehmen wollte – was Tavella aber dankend ablehnte.
Der gesundheitlich immer schon etwas fragile Maler erkrankte mit 70 Jahren an Brustwassersucht („idropisia del petto“) und starb laut Ratti am 2. Dezember 1738.
Tavella und seine Frau hatten drei Kinder: Giuseppe (gest. 1757) wurde Dominikanermönch; Angiola Tavella (ca. 1698-1646) erbte die Begabung ihres Vaters, wurde ebenfalls Landschaftsmalerin und malte auch einige Heiligenbilder; die dritte war Teresa, die zwar auch malte, aber nicht besonders begabt gewesen sein soll.
Viele Gemälde von Carlo Antonio Tavella befinden sich in den Kunstsammlungen Genuas; einige seiner Zeichnungen sind im Besitz des Gabinetto civico dei disegni im Palazzo Ridolfo e Giovanni Francesco Brignole Sale (Palazzo Rosso).

## Einzelanmerkungen
1. ↑  Carlo Antonio Tavella, auf der Website des Art Institute Chicago (englisch; Abruf am 14. Mai 2021)
2. 1 2 3  Carlo Giuseppe Ratti: Vita di Carlo Antonio Tavella Pittore, in: Delle Vite de’ Pittori, Scultori ed Architetti Genovesi; Tomo Secondo, Stamperia Casamara, dalle Cinque Lampadi, Genua, 1769, S. 198–207; hier: 199 (online im Internetarchiv; italienisch; Abruf am 14. Mai 2021)
3. 1 2  Carlo Giuseppe Ratti: Vita di Carlo Antonio Tavella Pittore, in: Delle Vite de’ Pittori, Scultori ed Architetti Genovesi; Tomo Secondo, Stamperia Casamara, dalle Cinque Lampadi, Genua, 1769, S. 198–207; hier: 205 (online im Internetarchiv; italienisch; Abruf am 14. Mai 2021)
4. 1 2  Tavella, Carlo Antonio, in: enciclopedia online (Abruf am 14. Mai 2021)
5. ↑  Carlo Giuseppe Ratti: Vita di Carlo Antonio Tavella Pittore, in: Delle Vite de’ Pittori, Scultori ed Architetti Genovesi; Tomo Secondo, Stamperia Casamara, dalle Cinque Lampadi, Genua, 1769, S. 198–207; hier: 198–199 (online im Internetarchiv; italienisch; Abruf am 14. Mai 2021)
6. 1 2 3 4 5 6 7  Orlando Grosso: Tavella, Carlo Antonio, in: Enciclopedia Italiana, 1937, online auf Treccani (italienisch; Abruf am 14. Mai 2021)
7. 1 2 3  Carlo Giuseppe Ratti: Vita di Carlo Antonio Tavella Pittore, in: Delle Vite de’ Pittori, Scultori ed Architetti Genovesi; Tomo Secondo, Stamperia Casamara, dalle Cinque Lampadi, Genua, 1769, S. 198–207; hier: 198–199 (online im Internetarchiv; italienisch; Abruf am 14. Mai 2021)
8. ↑  Ratti spricht von „Magnasco, ed ambo i Piola Padre, e figlio, e talvolta anche il Vaymer“. Carlo Giuseppe Ratti: Vita di Carlo Antonio Tavella Pittore, in: Delle Vite de’ Pittori, Scultori ed Architetti Genovesi; Tomo Secondo, Stamperia Casamara, dalle Cinque Lampadi, Genua, 1769, S. 198–207; hier: 203 (online im Internetarchiv; italienisch; Abruf am 14. Mai 2021)
9. ↑  Tavella, Carlo Antonio, in: enciclopedia online (Abruf am 14. Mai 2021)
10. ↑  Carlo Giuseppe Ratti: Vita di Carlo Antonio Tavella Pittore, in: Delle Vite de’ Pittori, Scultori ed Architetti Genovesi; Tomo Secondo, Stamperia Casamara, dalle Cinque Lampadi, Genua, 1769, S. 198–207; hier: 202 (online im Internetarchiv; italienisch; Abruf am 14. Mai 2021)
11. 1 2  Carlo Giuseppe Ratti: Vita di Carlo Antonio Tavella Pittore, in: Delle Vite de’ Pittori, Scultori ed Architetti Genovesi; Tomo Secondo, Stamperia Casamara, dalle Cinque Lampadi, Genua, 1769, S. 198–207; hier: 203 (online im Internetarchiv; italienisch; Abruf am 14. Mai 2021)
12. ↑  Carlo Giuseppe Ratti: Vita di Carlo Antonio Tavella Pittore, in: Delle Vite de’ Pittori, Scultori ed Architetti Genovesi; Tomo Secondo, Stamperia Casamara, dalle Cinque Lampadi, Genua, 1769, S. 198–207; hier: 204 (online im Internetarchiv; italienisch; Abruf am 14. Mai 2021)
13. ↑  Carlo Giuseppe Ratti: Vita di Carlo Antonio Tavella Pittore, in: Delle Vite de’ Pittori, Scultori ed Architetti Genovesi; Tomo Secondo, Stamperia Casamara, dalle Cinque Lampadi, Genua, 1769, S. 198–207; hier: 206 f (online im Internetarchiv; italienisch; Abruf am 14. Mai 2021)

| Personendaten    | Personendaten                             |
| ---------------- | ----------------------------------------- |
| NAME             | Tavella, Carlo Antonio                    |
| ALTERNATIVNAMEN  | il Solfarolo                              |
| KURZBESCHREIBUNG | italienischer Landschaftsmaler des Barock |
| GEBURTSDATUM     | Januar 1668                               |
| GEBURTSORT       | Mailand                                   |
| STERBEDATUM      | 2. Dezember 1738                          |
| STERBEORT        | Genua                                     |